# مسح السجلات التاريخية
مسح السجلات التاريخية كان من أكثر المشاريع الفيدرالية فعالية، فهو عبارة عن مسح فهرست التسجيلات التاريخية المهمة في الولايات والمقاطعات الأرشيفات المحلية والهدف الرئيسي للمهمة هو اكتشاف وحفظ وتسجيل المواد الأساسية للبحث في تاريخ الولايات المتحدة الأمريكية. وهو مشروع (لإدارة سير وتقدم العمل، برنامج الاتفاق الجديد أو نيوديل) في الولايات المتحدة الأمريكية الذي أصبح تابعا لها بعد أن استقل عن مشروع الكتّاب الفيدرالي بشكل نهائي في عام 1939 بسبب ضغط الكونغرس الأمريكي عليهم بعد توظيفيهم لأفراد شيوعين مشتبه بهم لذلك في نفس العام، قامت الحكومة الفيدرالية بتسليم عمليات المسح للحكومات المحلية التي ضمت مشرفاً ينظم نشاط المسح. لكن تم إغلاق المشروع في الأول من شباط في عام 1943.

## التنظيم
أسس المشروع في الخامس العاشر من تشرين الثاني في عام 1935 تحت اشراف «لوثر إيفانز» بميزانية قدرها 1,195,800 ومقرها الرئيسي في العاصمة واشنطن مع وجود فروع لها في كل ولاية ومقاطعة، جزء كبير من العمل أنجز بناءا على طلب إدارة الأرشيف والوثائق الوطنية، في بعض الأحيان كانت عمليات المسح ناتجة عن التعاون مع منظمة بنات الثورة الأمريكية ومتطوعين مهتمين في تاريخ دولتهم وعلم الأنساب. لكن بسبب دورة حياته القصيرة الكثير من الفهرسات بقيت مجزأة في مستودعات التسجيل.

## الإنجازات
1. 1. فهرست التعداد السكاني الأمريكي في (1880,1900,1910,1920).
2. 2. فهرست الإحصاءات الحيوية والسكانية.
3. 3.فهرست الكتب والصحف والمقابر.
4. 4. الفهرسة التاريخية للموسيقى الأمريكية.
5. 5. مسح اللوحات والصور في المباني العامة.
6. 6.المسح الملاحي أو البحري.
7. 7. مشروع تاريخ الطعام.
8. 8. مسح الأرشيفات الفيدرالية.